# Octovannuccia
Octovannuccia is een geslacht van neteldieren uit de  familie van de Corymorphidae.

## Soort
- Octovannuccia zhangjinbiaoi Xu, Huang & Lin, 2010